# Ha-Kol ha-jehudi
Ha-Kol ha-jehudi (hebrejsky הקול היהודי‎, doslova Židovský hlas) jsou izraelské digitální noviny psané v hebrejštině. Noviny píší a vydávají v Jic'haru Avraham Binjamin a Jehošua Hes, kteří byli oba odsouzeni za podněcování. Noviny obsahují zpravodajství, politické a náboženské komentáře. Jsou označovány za pravicové a krajně pravicové. Jsou také považovány za ultraortodoxní. Jsou spojovány s osadnickým hnutím. V ha-Kol ha-jehudi píše více autorů, mimo jiné Me'ir Etinger a kontroverzní náboženský vůdce rabín Josef Elicur, který je spoluautorem knihy King's Torah. Noviny jsou spojeny s rabínem Jicchakem Ginzburgem. V roce 2011 provedla policie razii na sídlo ha-Kol ha-jehudi v Jic'haru. V roce 2018 vybrali prostřednictvím crowdfundingu 348 885 nových izraelských šekelů (přibližně 2,6 milionů korun českých) na spuštění „investigativního systému“ a úspěšně překonali svůj cíl 320 000 nových izraelských šekelů (přibližně 2,4 milionů korun českých). Noviny jsou přidružené k politické straně Ocma jehudit.